# Gonggabu
Gonggabu (nep. गोंगबु) – gaun wikas samiti w środkowej części Nepalu w strefie Bagmati w dystrykcie Katmandu. Według nepalskiego spisu powszechnego z 2001 roku liczył on 4837 gospodarstw domowych i 20848 mieszkańców (9610 kobiet i 11238 mężczyzn).